# John Campbell (Snookerspieler)
John Campbell (* 10. April 1953) ist ein ehemaliger australischer Snookerspieler, der nach dem Gewinn der australischen Snooker-Meisterschaft im Jahre 1979 zwischen 1982 und 1994 insgesamt zwölf Jahre lang als Profispieler aktiv war und in dieser Zeit unter anderem zwei Mal die Australian Professional Championship gewann und sich auf Rang 18 der Weltrangliste platzierte.

## Karriere

### Anfänge als Amateur
Der aus New South Wales stammende Campbell machte erstmals auf sich aufmerksam, als er 1974 an der australischen Snooker-Meisterschaft teilnahm und hinter Lou Condo Vizemeister wurde. Im Jahr 1979 nahm er schließlich erneut an dem Turnier teil und wurde schließlich vor Jim Bonner, gegen den er im Rundenmodus seine einzige Niederlage verzeichnete, australischer Meister. Ein Jahr später nahm Campbell an der in Australien stattfindenden Amateurweltmeisterschaft teil, bei der mit nur einer Niederlage gegen Alwyn Lloyd die Gruppenphase überstand, sich aber im Viertelfinale Paul Mifsud geschlagen geben musste. Kurz darauf erreichte er bei der nun im K.-o.-System ausgetragenen australischen Snooker-Meisterschaft erneut das Endspiel, welches er jedoch mit 6:8 gegen Warren King verlor. Wenige Zeit später, im Jahr 1982, wurde Campbell schließlich Profispieler.

### Erste Profijahre
Während seiner ersten Profisaison, der Spielzeit 1982/83, nahm Campbell nur an einem einzigen Turnier, der Snookerweltmeisterschaft beziehungsweise deren Qualifikation, teil und besiegte dabei Mike Watterson und Jim Donnelly, sodass er als Debütant zum Ende seiner ersten Profisaison die Hauptrunde der Snookerweltmeisterschaft erreichte und in dieser mit 5:10 gegen den Kanadier Cliff Thorburn verlor. Auf der Weltrangliste der folgenden Saison wurde Campbell somit auf Rang 39 geführt.
Mit der nächsten Saison steigerte Campbell die Zahl seiner Turnierteilnahmen deutlich, verlor dabei aber auch bei drei Turnieren inklusive der Snookerweltmeisterschaft sein Auftaktspiel. Im Gegensatz dazu besiegte er beim Classic Graham Cripsey und Fred Davis und verlor in der Runde der letzten 32 gegen Jimmy White, wobei er bereits zuvor beim Professional Players Tournament mit Siegen über Doug Mountjoy, Graham Miles und Dave Martin das Viertelfinale des Turnieres erreicht hatte – wobei dieses Ergebnis sein bestes Ergebnis bei einem Ranglistenturnier seiner Karriere blieb – und dort mit 3:5 Tony Knowles unterlag. Infolgedessen wurde er auf der Weltrangliste um elf Plätze auf Rang 28 nach oben gesetzt.
Etwas durchwachsener verlief für Campbell die Saison 1984/85, als Campbell bei drei Turnieren sein Auftaktspiel verlor und bei allen weiteren Turnieren jeweils in der für ihn zweiten Runde ausschied. So verlor er jeweils in der Runde der letzten 32 bei den International Open gegen Steve Davis, beim Grand Prix gegen Cliff Thorburn, bei der UK Championship gegen Jimmy White sowie nach einer erfolgreichen Qualifikation durch einen 10:9-Sieg über Mario Morra bei der Snookerweltmeisterschaft gegen Eddie Charlton. Auf der Weltrangliste verlor er dadurch drei Plätze.

### Jahre in der erweiterten Weltspitze
Die Saison 1985/86 verlief im Gegensatz zu den vorherigen Saison für Campbell deutlich erfolgreicher. So besiegte er beim Australian Masters mehrere führende Spieler und verlor erst im Endspiel des Turnieres mit 2:7 gegen Tony Meo, bevor er bei der Australian Professional Championship Robby Foldvari, Warren King und Eddie Charlton besiegte und somit erstmals ein professionelles Turnier gewann. Hinsichtlich der Ranglistenturniere schied er einmal in der Runde der letzten 32 aus, erreichte aber bei allen anderen Turnieren inklusive der Snookerweltmeisterschaft das Achtelfinale, wo er jeweils ausschied. Auf der Weltrangliste konnte er sich bedingt durch diese Ergebnisse auf Rang 18 platzieren, welcher für seine restliche Karriere seine beste Weltranglistenplatzierung blieb.
Etwas schlechter verlief wiederum die folgende Saison, bei der King zwar vier Auftaktspiele verlor, dafür aber erneut das Finale der Australian Professional Championship erreichte, welches er aber mit 3:10 gegen Warren King verlor. Davon abgesehen schied er bei den Ranglistenturnieren in zwei Fällen in der Runde der letzten 32 aus – darunter bei der Snookerweltmeisterschaft –, sodass er lediglich beim Classic mit Siegen über Paddy Browne und John Spencer das Achtelfinale erreichte und in diesem sich Terry Griffiths geschlagen geben musste. Dadurch verlor er auf der Weltrangliste vier Plätze und war somit nun auf Rang 22 platziert.
Auch in der Saison 1987/88 verlor Campbell vier Auftaktspiele, wobei er bedingt durch eine 6:8-Halbfinalniederlage gegen Eddie Charlton nicht mal mehr das Finale der Australian Professional Championship erreichte. Allerdings zog er zusammen mit diesem und Warren King ins Finale des World Cups ein, welches er allerdings mit 7:9 gegen das englische Team verlor. Allerdings zog er bei den British Open und bei der Snookerweltmeisterschaft in die Runde der letzten 32 ein und schied dort gegen Joe O’Boye und Jimmy White aus, während er bei der UK Championship zum einzigen Male während der Saison das Achtelfinale erreichte und sich dort Cliff Thorburn geschlagen geben musste. Auf der Weltrangliste rutschte er dennoch zum ersten Mal seit fünf Jahren aus den Top 32 heraus, da er in der folgenden Saison nur noch auf Rang 33 geführt wurde.

### Jahre in den Weltranglisten-40ern
Mit der Saison 1988/89 verschlechterte sich Campbells Form erneut, als er bei fünf Turnieren de facto sein Auftaktspiel verlor und bei vier weiteren in der jeweils zweiten Runde ausschied. Im Gegensatz dazu besiegte er bei der Australian Professional Championship Ian Anderson, Eddie Charlton und Robby Foldvari und gewann somit zum zweiten Mal das Turnier. Zudem gelangen ihm bei den European Open Siege über Paul Watchorn, Peter Francisco und Mark Bennett, ehe er Im Achtelfinale per Whitewash gegen John Parrott verlor. Auf der Weltrangliste rutschte er erneut neun Plätze auf Rang 42 nach unten.
Auch in der Saison 1989/90 verlor Campbell fünf Auftaktspiele und schied drei weiteren Turnieren in der zweiten Runde aus. Dafür erreichte er beim Ersten WPBSA-Non-Ranking-Event das Achtelfinale und unterlag Danny Fowler, während er bei den Ranglistenturnieren sowohl beim Dubai Classic als auch beim Classic in der Runde der letzten 32 ausschied. Sei bestes Saisonergebnis erzielte er aber erneut  bei den European Open, als er mit Siegen über Brady Gollan, Cliff Wilson und Alain Robidoux das Achtelfinale erreichte und in diesem mit 4:5 gegen Nigel Bond verlor. Trotzdem verlor er auf der Weltrangliste fünf weitere Plätze.
Während er in der Saison 1990/91 erneut vier Auftaktspiele verlor und in drei Turnieren in der zweiten Runde ausschied, erreichte er sowohl beim Grand Prix als auch beim Classic die Runde der letzten 32 sowie bei der Benson & Hedges Satellite Championship mit ebenfalls zwei Siegen das Achtelfinale. Bei den Ranglistenturnieren erreichte er allerdings erneut nur in einem Fall das Achtelfinale, als er bei den Asian Open mit Siegen über Rod Lawler, Terry Griffiths und Murdo MacLeod ebenjene Runde erreichte und in dieser gegen Mark Bennett verlor. Dies half ihm jedoch, sich auf der Weltrangliste um vier Ränge auf Platz 43 zu verbessern.

### Letzte Profijahre
In der Saison 1991/92 brach Campbells Leistung allerdings deutlich ein, als er bei elf Turnieren insgesamt neun Mal sein Auftaktspiel verlor. Lediglich bei den British Open gegen Graham Cripsey als auch bei der Qualifikation für die Snookerweltmeisterschaft gegen Leigh Griffin konnte er ebenjenes Spiel gewinnen, bevor er auch bei diesen beiden Turnieren gegen Martin Clark und Andy Hicks ausschied, sodass er auf der Weltrangliste um 17 Plätze auf Rang 60 abrutschte.
Auch wenn er in der Saison 1992/93 ein paar Auftaktspiele mehr gewinnen konnte, kam er so gut wie nie über die zweite Runde hinaus. Lediglich bei den Asian Open besiegte er Anthony Bolsover und Eddie Charlton, ehe er in der Runde der letzten 32 gegen Stephen Lee ausschied. Zum Saisonende besiegte er in der Qualifikation für die Snookerweltmeisterschaft Brian Rowswell, bevor er mit 3:10 John Giles unterlag. Diese Partie war für Campbell dessen letzte Profipartie, denn auch wenn er nur auf Rang 65 abgestürzt war, spielte er infolgedessen kein Profispiel mehr, bis er zum Ende der nächsten Saison seine Profikarriere nach zwölf Jahren beendete.

## Erfolge
| Ausgang         | Jahr | Turnier                                    | Finalgegner                         | Ergebnis     |
| --------------- | ---- | ------------------------------------------ | ----------------------------------- | ------------ |
| Amateurturniere |      |                                            |                                     |              |
| Zweiter         | 1974 | Australische Snooker-Meisterschaft         | Gruppenphase                        | Gruppenphase |
| Sieger          | 1979 | Australische Snooker-Meisterschaft         | Gruppenphase                        | Gruppenphase |
| Zweiter         | 1981 | Australische Snooker-Meisterschaft         | Warren King                         | 6:8          |
| Profiturniere   |      |                                            |                                     |              |
| Zweiter         | 1985 | Australian Masters                         | Tony Meo                            | 2:7          |
| Sieger          | 1985 | Australian Professional Championship       | Eddie Charlton                      | 10:7         |
| Zweiter         | 1986 | Australian Professional Championship       | Warren King                         | 3:10         |
| Zweiter         | 1987 | World Cup (mit Eddie Charlton Warren King) | Steve Davis Jimmy White Neal Foulds | 7:9          |
| Sieger          | 1988 | Australian Professional Championship       | Robby Foldvari                      | 9:7          |